# Miltogramma holbecki
Miltogramma holbecki är en tvåvingeart som först beskrevs av Boris Borisovitsch Rohdendorf 1930.  Miltogramma holbecki ingår i släktet Miltogramma och familjen köttflugor.
Artens utbredningsområde är Uzbekistan. Inga underarter finns listade i Catalogue of Life.